# Olvasósarok
Az Olvasósarok (eredeti cím: Bookmarks) 2020-tól vetített amerikai oktató sorozat, amelyet Marley Dias alkotott.
A sorozat producere Tiffany Haddish. A rendezője Fracaswell Hyman. A sorozat a Jesse Collins Entertainment gyártásában készült, forgalmazója a Netflix.
Amerikában és Magyarországon is a Netflix mutatta be 2020. szeptember 1-jén.

## Cselekmény
Híres emberek olvasnak fel olyan könyvekből, ami az elfogadás és az egyenlőségről szól.

## Szereplők
| Szereplő           | Színész            | Magyar hang    |
| ------------------ | ------------------ | -------------- |
| Tiffany Haddish    | Tiffany Haddish    | Sena Dagadu    |
| Grace Byers        | Grace Byers        | Álmosd Phaedra |
| Caleb McLaughlin   | Caleb McLaughlin   | Ekanem Bálint  |
| Lupita Nyong’o     | Lupita Nyong’o     | Trokán Nóra    |
| Marsai Martin      | Marsai Martin      | Lovas Emília   |
| Karamo Brown       | Karamo Brown       | Vadász Gábor   |
| Jill Scott         | Jill Scott         | Jónás Judit    |
| Misty Copeland     | Misty Copeland     | Trokán Anna    |
| Common             | Common             | Kálid Artúr    |
| Jacqueline Woodson | Jacqueline Woodson | Nyakó Júlia    |
| Kendrick Sampson   | Kendrick Sampson   | Kembe Sorel    |
| Marley Dias        | Marley Dias        | Lamboni Anna   |

### Magyar változat
- Magyar szöveg: Vajda Evelin
- Hangmérnök: Hollósi Péter
- Szinkronrendező: Molnár Kristóf
- Produkciós vezető: Gáll Zsuzsanna

A szinkront az Direct Dub Studios készítette.

## Epizódok
| #   | #   | Eredeti cím                                           | Magyar cím                                                                 | Szerző             | Eredeti premier     | Magyar premier      |
| --- | --- | ----------------------------------------------------- | -------------------------------------------------------------------------- | ------------------ | ------------------- | ------------------- |
| 1.  | 1.  | Tiffany Haddish Reads I Love My Hair                  | Szeretem a hajamat Tiffany Haddish felolvasásában                          | Natasha Tarpley    | 2020. szeptember 1. | 2020. szeptember 1. |
| 2.  | 2.  | Grace Byers Reads I Am Enough                         | Elég vagyok Grace Byers felolvasásában                                     | Grace Byers        | 2020. szeptember 1. | 2020. szeptember 1. |
| 3.  | 3.  | Caleb McLaughlin Reads Crown: An Ode to the Fresh Cut | Hajkorona. A friss hajvágás érzése Caleb McLaughlin felolvasásában         | Derrick Barnes     | 2020. szeptember 1. | 2020. szeptember 1. |
| 4.  | 4.  | Lupita Nyong'o Reads Sulwe                            | Sulwe Lupita Nyong'o felolvasásában                                        | Lupita Nyong'o     | 2020. szeptember 1. | 2020. szeptember 1. |
| 5.  | 5.  | Marsai Martin Reads ABCs For Girls Like Me            | Hozzám hasonló lányok A-tól Z-ig Marsai Martin felolvasásában              | Melanie Goolsby    | 2020. szeptember 1. | 2020. szeptember 1. |
| 6.  | 6.  | Karamo Brown Reads I Am Perfectly Designed            | Így pont jó vagyok Karamo Brown felolvasásában                             | Karamo Brown       | 2020. szeptember 1. | 2020. szeptember 1. |
| 7.  | 7.  | Jill Scott Reads Pretty Brown Face and Brown Boy Joy  | Egy aranyos kis arcocska és Más, de mégis azonos Jill Scott felolvasásában | Thomishia Booker   | 2020. szeptember 1. | 2020. szeptember 1. |
| 8.  | 8.  | Misty Copeland Reads Firebird                         | Tűzmadár Misty Copeland felolvasásában                                     | Misty Copeland     | 2020. szeptember 1. | 2020. szeptember 1. |
| 9.  | 9.  | Common Reads Let's Talk About Race                    | Beszéljünk a bőrszínekről Common felolvasásában                            | Julius Lester      | 2020. szeptember 1. | 2020. szeptember 1. |
| 10. | 10. | Jacqueline Woodson Reads The Day You Begin            | Lépj ki! Jacqueline Woodson felolvasásában                                 | Jacqueline Woodson | 2020. szeptember 1. | 2020. szeptember 1. |
| 11. | 11. | Kendrick Sampson Reads Antiracist Baby                | Gyerekek a rasszizmus ellen Kendrick Sampson felolvasásában                | Ibram Kendi        | 2020. szeptember 1. | 2020. szeptember 1. |
| 12. | 12. | Marley Dias Reads We March                            | Menetelünk Marley Dias felolvasásában                                      | Shane Evans        | 2020. szeptember 1. | 2020. szeptember 1. |